# ラリマー

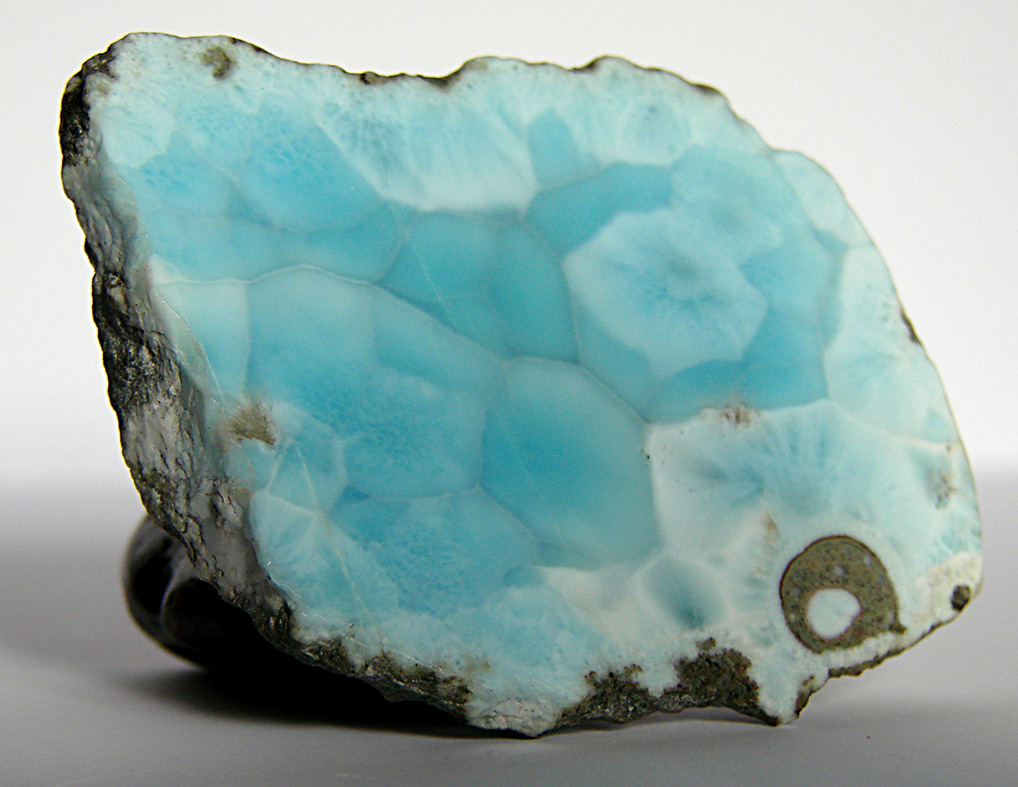
larimar

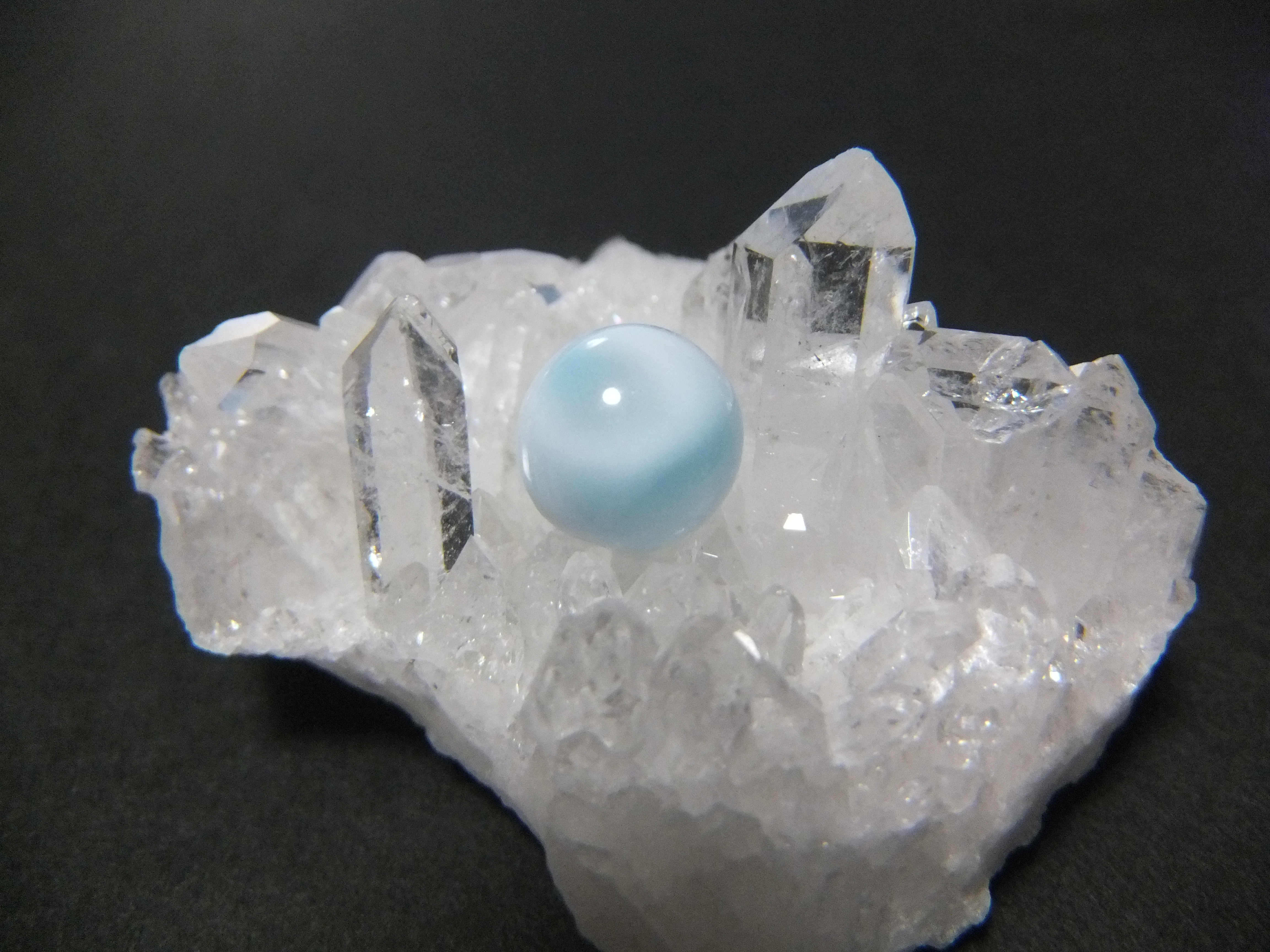
キャッツアイ効果が入っている

ラリマー（larimar、ラリマール、ブルー・ペクトライト）とは、ペクトライトの中でも、特に青色系のものをいう。発見は1974年で、その美しい海のような色合いが評価され、今まで宝石としての価値が見出されていなかったペクトライトが注目を浴びるようになった。

## 産出地
ドミニカ共和国、バハマ国で見つかっているが、採掘が行われているのはドミニカ共和国にあるパオルコ鉱山のみである。また、チェコ共和国でも青色系のペクトライトが見つかっている。

## 性質・特徴
ペクトライトには様々な色があるが、ラリマーの青色は不純物である銅に起因するといわれている。また、桃色のペクトライトに比べると少ないが、シャトヤンシーを示すものもある。

## 用途・加工法
近年、パワーストーンとして注目されたため、宝石の付属金属の加工や、ルースとしての需要があり、ラリマーを使った装飾品が作られている。チャロアイト、スギライトと共に世界三大ヒーリングストーンの1つとされ、パワーストーン愛好家に人気がある。

## サイド・ストーリー
ラリマーの語源は、発見者の1人であるドミニカ人ミゲルの娘「ラリッサ」と、海を表すスペイン語「マール」の組み合わせである。
ドミニカ共和国のナショナル・ストーンに認定されている